# Rosa kakadue
Den rosa kakadue (Eolophus roseicapilla), også kaldet rosakakadu, er en papegøje, der er en af de mest udbredte i naturen.
Rosa kakaduer lever i det åbne australske landskab, hvor de i flokke på flere hundreder kan plyndre marker med kornafgrøder eller søge føde i savannens træer. Fuglene ses også tit i byområder, hvor de bygger rede i haver og parker.

## Fangenskab
I fangenskab er det en temmelig populær papegøje, dog er der i Australien eksportforbud på rosa kakaduer, hvorfor den er mere sjælden blandt opdrættere. Prisen ligger på ca. 5-8.000 kr.[kilde mangler]

## Underarter
Der findes tre underarter af rosakakadu i Australien:
- Eolophus roseicapilla roseicapilla (den vestlige og nordvestlige del)
- Eolophus roseicapilla albiceps (den østlige og centrale del og Tasmanien)
- Eolophus roseicapilla kuhli (den nordlige del)